# 조나 (나라)
조나(藻那)는 만주 일대에 존재했던 나라이다.

## 역사
지역집단 형태의 나라로서 72년에 고구려 태조대왕이 보낸 관나부패자 달고의 공격을 받아 왕이 사로잡히며 행정구역으로 병합되었다. 이후 조나 사람들은 계루부나 관나부에 복속되었을 것으로 추정된다.